# Carmen Navarro (pianista)
Carmen Navarro es una pianista uruguaya de música académica.

## Biografía
Nació en Montevideo y comenzó sus estudios musicales en el Conservatorio Nacional de Música con el maestro Adhémar Schenone. A los catorce años ofreció su primer concierto con orquesta bajo la dirección del maestro Carlos Estrada. Continuó sus estudios de perfeccionamiento con la pianista francesa Eliane Richepin y en 1966 obtuvo medalla de oro en el Concurso de Piano Ciudad de Montevideo. 
Gracias a una beca otorgada por el gobierno francés, se perfeccionó en París por más de seis años  con el maestro Vlado Perlemuter.
En 1981 ganó el Tercer Premio en el Concurso Debussy en París. Asimismo obtuvo una beca del gobierno español participando en el Festival de Música Española en Santiago de Compostela. En 1990 fue invitada por la UNESCO para el concierto inaugural de su temporada (París).
Ha ofrecido conciertos junto a importantes directores tales como Hugo López, Federico García Vigil, Carlos Estrada, Piero Gamba, Ruben Ferreiros, Jaime Braude, Ignacio Calderón, Jacques Bodmer, Víctor Hugo Toro, Laurier Fontaine y Ricardo Futuransky entre otros.
De escuela francesa, ha realizado primeras audiciones de compositores franceses tanto en Argentina como en Uruguay y ha desarrollado una importante labor pedagógica en el marco de los Cursos de educación permanente de la Escuela Universitaria de Música de su país ofreciendo clases magistrales sobre el Impresionismo musical francés. También se ha dedicado a dar a conocer las obras de compositores uruguayos contemporáneos ofreciendo primeras audiciones de sus obras. Con el mismo cometido, en 2002 realizó una gira de conciertos por Israel con el auspicio del gobierno de ese país y la embajada uruguaya, con el fin de divulgar la música contemporánea de su país.

## Discografía
- Carmen Navarro interpreta Beatriz Lockhart. Obra completa para piano. Timbó (2000)